# 郭愛
郭 愛（かく あい、1415年 - 1435年）は、明の宣徳帝の妃嬪。字は善理。濠州の人。郭英の孫の郭玘の娘。兄は郭武。弟は郭理・郭登。

## 経歴
文才があった。宣徳10年（1435年）、後宮に入った。しかし20日ほどで病没した。『病革自哀』を作った。諡は貞哀国嬪であったという。

## 伝記資料
- 『明史』
- 『明詩話全編』
- 『七修類稿』
- 『古今女史』
- 『明書』
- 『臨淮郭氏族譜』